# Ministerio de Hidrocarburos (República Democrática del Congo)
El Ministerio de Hidrocarburos (acrónimo MoH) es uno de los ministerios del Gobierno de la República Democrática del Congo, responsable de la política sobre petróleo, gas natural, productos petrolíferos y gas natural licuado en la República Democrática del Congo. También supervisa la seguridad y otras regulaciones relacionadas con la exportación e importación de los productos al país. Como parte de sus actividades, el departamento gestiona la corriente ascendente, media y descendente en el Congo.  El ministerio está encabezado por el ministro del gabinete, Aime Ngoy Mukena, así como por un secretario general que está a cargo de las tareas administrativas y los procedimientos relacionados con el ministerio. 

## Áreas de trabajo
- Exploración y explotación de recursos petrolíferos, incluido el gas natural.
- Supervisión de la producción, distribución de suministros, comercialización y fijación de precios de petróleo, gas natural y productos derivados del petróleo.
- Refinerías de petróleo.
- Planificación, desarrollo, control y asistencia a todas las industrias del ramo.
- Planificación y elaboración de políticas petrolíferas y marco regulatorio del petróleo y gas.
- Planificación, desarrollo y regulación de servicios petrolíferos.

## Ministros del Gabinete
- Didier Budimbu - 2023-actualidad
- Aime Ngoy Mukena - 2015–2023
- Crispin Atama Tabe - 2012 - 2015
- Martin Kabwelulu - 2011 - 2012
- Célestin Mbuyu Kabango - 2008 - 2011
- René Isekemanga Nkenka - 2008
- Lambert Mende Omalanga - 2007 - 2008